# Lac des Rouges Truites
Le lac des Rouges Truites est un petit lac du département du Jura situé sur la commune éponyme de Lac-des-Rouges-Truites (39150), à mi-distance de Saint-Laurent-en-Grandvaux et de Foncine-le-Bas. Sa surface est de 3,4 ha. Contrairement à son nom, il ne renferme pas de truites. L'origine du nom viendrait des perches qu'il contient dont les nageoires sont rouges.

## Présentation
Le lac des Rouges Truites est un lac naturel privé occupant une petite combe de l'Hauterivien à 922 m d'altitude en bordure sud du village de Lac-des-Rouges-Truites, près des hameaux des Thévenins et du Voisinal. D'une superficie d'environ 3,4 ha pour une longueur d'environ 230 m, il est entouré de prairies et de marais.
Il n'est alimenté que par les précipitations et les eaux de ruissellement des coteaux voisins. Ses eaux rejoignent au nord-est le Galavo, puis la Saine par le Ruisseau du lac.

## Histoire du site
À la fin de la dernière glaciation, le recul des glaciers a laissé des dépôts morainiques imperméables qui ont favorisé la
formation de lacs. L'évolution des bords du lac sous forme de "tremblants" de tourbe a réduit la surface d'eau libre. Le lac étant précédemment plus étendu, ses rives ouest et sud sont aujourd’hui occupés par un bas marais alcalin.

## Écologie (biodiversité, intérêt écopaysager…)
La flore du site compte parmi les espèces remarquables l'Œillet superbe, l'Andromède à feuilles de polium, le Choin ferrugineux, la Scheuchzérie des marais, le Rossolis à feuilles rondes, la Laîche étoile des marais, la Laîche des bourbiers, le Troscart des marais, la Canche aquatique, l'Héléocharis à cinq fleurs, le Nénuphar nain et le Rubanier nain.
Parmi les odonates fréquentant le site, on trouve la Leucorrhine douteuse, l'Agrion hasté et la Cordulie arctique. Les papillons comptent le Nacré de la canneberge, le Fadet des tourbières, le Cuivré de la bistorte, le Solitaire, l'Azuré de la Croisette, le Fadet de la mélique et le Cuivré écarlate.
Le Ruisseau du lac est favorable à la présence de l'Écrevisse à pieds blancs.
Le lac fait partie de la ZNIEFF no 430002231 Lac des Rouges Truites ainsi que du site Ramsar "Tourbières et lacs de la montagne Jurassienne" depuis février 2021.